# Carl Fletcher (kanadyjski piłkarz)
Carl Tadeus Fletcher (ur. 26 grudnia 1971 w Plymouth) – kanadyjski piłkarz pochodzenia montserrackiego występujący na pozycji obrońcy.

## Kariera klubowa
Fletcher seniorską karierę rozpoczynał w 1989 roku w kanadyjskim klubie Scarborough Blues. W 1990 roku przeszedł do Toronto Blizzard z CSL. W 1993 roku rozpoczął z zespołem starty w amerykańskiej lidze ASPL. W 1994 roku odszedł do Toronto Rockets, także grającego w ASPL. Spędził tam rok.
W 1996 roku został graczem Montrealu Impact z USISL A-League. W tym samym roku, a także rok później zdobył z nim Commissioner's Cup. W 1999 roku odszedł do amerykańskiej ekipy Virginia Beach Mariners z USL A-League. W 2000 roku klub ten zmienił nazwę na Hampton Roads Mariners.
W 2001 roku Fletcher wrócił do Montrealu Impact (USL A-League). W tym samym roku trafił do amerykańskiego Rochester Rhinos, również występującego w USL A-League. Następnie grał w innych zespołach USL A-League, Atlancie Silverbacks i kanadyjskim Toronto Lynx, gdzie w 2005 roku zakończył karierę.

## Kariera reprezentacyjna
W reprezentacji Kanady Fletcher zadebiutował 3 lipca 1991 roku w wygranym 3:2 pojedynku Złotego Pucharu CONCACAF z Jamajką. Z tamtego turnieju Kanada odpadła po fazie grupowej. W 1996 roku ponownie wziął udział w Złotym Pucharze CONCACAF, który Kanada ponownie zakończyła na fazie grupowej.
16 listopada 1997 roku w przegranym 1:3 spotkaniu eliminacji Mistrzostw Świata 1998 z Jamajką Fletcher strzelił pierwszego gola w kadrze narodowej. W 2000 roku po raz trzeci był uczestnikiem Złotego Pucharu CONCACAF, który tym razem okazał się dla Kanady zwycięski.
W 2001 roku został powołany do kadry na Puchar Konfederacji. Zagrał na nim w meczach z Japonią (2:3), Brazylią (0:0) i Kamerunem (0:2). Z tamtego turnieju Kanada odpadła po fazie grupowej. W 2002 roku Fletcher po raz czwarty wziął udział w Złotym Pucharze CONCACAF, który Kanada zakończyła na 3. miejscu. W latach 1991–2003 w drużynie narodowej rozegrał w sumie 40 spotkań i zdobył 2 bramki.